# 朱致梠
湘陰恭定王朱致梠（1502年—1569年），號肖菴，明朝第五代湘陰王，湘陰端靖王朱寵湳嫡長子。

## 生平
嘉靖二十七年（1548年）八月，明世宗遣興安伯徐夢暘等為正使，太常寺少卿席中等為副使，持節冊封朱致梠為湘陰王。

## 子孫
- 嫡長子：鎮國將軍→湘陰莊順王朱憲烟
- 子[4]：鎮國將軍朱憲爕，字尗和，號萃軒，著有《哀黍離詩》[5]

## 評價
- 《弇山堂别集》卷072：敬順事上，純行不爽。